# Racing Club de Cannes 2009-2010
Questa voce raccoglie le informazioni riguardanti il Racing Club de Cannes nelle competizioni ufficiali della stagione 2009-2010.

## Organigramma societario
Area direttiva
- Presidente: Anny Courtade

Area tecnica
- Allenatore: Yan Fang
- Allenatore in seconda: Anthony Gasté

## Rosa
| N° | Nome              | Ruolo | Data di nascita  | Nazionalità sportiva |
| -- | ----------------- | ----- | ---------------- | -------------------- |
| 1  | Karine Salinas    | P     | 5 marzo 1973     | Francia              |
| 2  | Amadea Duraković  | S     | 10 giugno 1988   | Serbia               |
| 3  | Kateřina Bucková  | C     | 28 aprile 1978   | Rep. Ceca            |
| 4  | Maryna Marčenko   | S     | 12 luglio 1985   | Ucraina              |
| 5  | Eva Janeva        | S     | 31 luglio 1985   | Bulgaria             |
| 6  | Valentina Fiorin  | S     | 9 ottobre 1984   | Italia               |
| 7  | Ana Antonijević   | P     | 28 agosto 1987   | Serbia               |
| 8  | Mirela Delić      | C     | 13 novembre 1981 | Croazia              |
| 10 | Oleksandra Fomina | L     | 4 maggio 1975    | Ucraina              |
| 11 | Irina Poleščuk    | C     | 1º agosto 1973   | Francia              |
| 12 | Victoria Ravva    | C     | 31 ottobre 1975  | Francia              |
| 13 | Nadia Centoni     | S/O   | 19 giugno 1981   | Italia               |
| 15 | Andrea Sieglová   | P     | 3 maggio 1976    | Rep. Ceca            |
| 18 | Laura Ong         | L     | 30 aprile 1989   | Francia              |